# Ishockeyjournalisternas Kamratförening
Ishockeyjournalisternas Kamratförening bildades 1991, men hette vid bildandet Kamratföreningen hockeyjournalisterna. Föreningen delar årligen ut hederspriser till förtjänta ledare och spelare i svensk ishockey. Priset delas ut i samarbete med ett antal sponsorer och urvalet av prismottagare sker genom omröstning bland medlemmar samt via beslut i kamratföreningens styrelse.
Föreningen delar ut priser för Årets junior, Rinkens riddare, Årets coach, Årets ledare, Honken Trophy, Salming Trophy, Årets forward, Årets spelare och Årets pressvärd i svensk ishockey.